# Wilhelm von Tudela
Wilhelm von Tudela (Guillaume de Tudèle; Guilhem de Tudèla) war ein in Spanien geborener südfranzösischer Dichter, der in den Jahren 1210 bis 1213 aktiv war.
Er begann die in provenzalischer Sprache in Alexandrinern gereimte Chronik Canso de la Crozada zum Albigenserkreuzzug zu verfassen, die ein anonymer Autor dann fortsetzte. Das Werk ist eine wichtige Quelle zur Geschichte der Inquisition im Mittelalter.

## Moderne Ausgaben desCanso de la Crozada
- La Chanson de la croisade albigeoise, hg. und übers. von Eugène Martin-Chabot, 3 Bde. Paris 1960 (zweisprachige Ausgabe)
- The Song of the Cathar wars, hg. und übers. von Janet Shirley, Aldershot 2004 (englische Teilübersetzung)